# Karima El Fillali
Karima El Fillali (Westland, 1987) is een Nederlands-Marokkaanse zangeres.

## Biografie
El Fillali werd geboren in het Westland als kind van een Nederlandse moeder en Marokkaanse vader. Haar moeder is gitaardocent, haar inmiddels overleden grootvader was dominee. El Fillali groeide op met muziek en zang, en zong als kind vaak psalmen. Haar ouders scheidden toen ze nog een kleuter was. Alleen in haar jonge jaren werd El Fillali tweetalig opgevoed. Zowel het Marokkaans-Arabisch als het Modern Standaardarabisch beheerst ze niet. Aan de Rijksuniversiteit Groningen voltooide El Fillali de bacheloropleiding Vergelijkende Kunstwetenschappen.

## Carrière
In 2011 besloot El Fillali om voor onbepaalde tijd naar Marokko te gaan. Enerzijds wilde ze haar Marokkaanse roots meer ontdekken, anderzijds was ze nieuwsgierig naar Arabische muziek en hoopte ze muzikanten te ontmoeten. In diezelfde periode raakte ze eveneens geïnteresseerd in de mystiek, in de breedste zin van het woord.
Terug in Nederland begon ze samen te werken met muzikanten en gaf ze door de jaren heen zo nu en dan een optreden. Al doende ontdekte ze haar eigen stijl. In 2020 bracht El Fillali samen met het Amsterdams Andalusisch Orkest met A Tribute to Oum Kalthoum een ode aan de Egyptische legende Umm Kulthum. Deze vond plaats in onder meer het Muziekgebouw, De Meervaart en TivoliVredenburg.
Met producer Daniel Tiuri Wils nam El Fillali een demo op, die bij beiden in de vergetelheid raakte. Enkele jaren later was het dit nummer dat het tweetal weer bij elkaar bracht. Ze besloten projectmatig aan het werk te gaan, met als doel het uitbrengen van een mini-album. Eind oktober 2021 zag El Fillali's debuut Bihar El Hawa ('Zeeën van liefde') het levenslicht. Met deze extended play, die over de oneindigheid gaat, eert de zangeres de mystieke tradities en culturele identiteiten van haar voorouders in Noord-Afrika.
Hoewel het album Arabischtalig is, staat het door de thematiek ook in verbinding met haar Nederlandse scheepsfamilie. El Fillali groeide immers op met de zee. Het bouwen van schepen en het varen met deze zelfgebouwde schepen noemde ze een familietraditie. Als kind voer ze vaak met haar Nederlandse grootouders naar Zweden.
Op Bihar El Hawa combineert El Fillali duizend jaar oude soefi-poëzie en traditionele Arabische zangtechnieken met hedendaagse composities en op samples gebaseerde beats. De eerste vier nummers zijn geschreven door de mysticus en dichter Mansur al-Halladj, het vijfde nummer door de islamitische theoloog Ibn Arabi. Het is liefdespoëzie, maar spreekt over licht en duisternis, vreugde en verdriet, vrede en geweld. 'Shams El Qoloub' ('De zon van de harten') werd als single uitgebracht. Het nummer gaat over de zon die onder gaat wanneer de nacht valt, maar dat "de zon in het hart van degene die liefheeft" niet ondergaat. Tijdens de uitzending van Kunststof in november 2021 bracht El Fillali samen met Adrian Newgent, die het mini-album mixte, het nummer 'Shayun Bi Qalbi' ('Er is iets in mijn hart') ten gehore.
Naast zangeres Umm Kulthum behoren Björk, Cypress Hill en Portishead eveneens tot El Fillali's grootste muzikale inspiratiebronnen.
In 2023 speelde El Fillali een van de hoofdrollen in de theatervoorstelling Yara's Wedding van NITE.

## Persoonlijk leven
El Fillali worstelde lang met het feit dat ze uit twee verschillende religieuze culturen komt. Hierdoor is ze niet geïnteresseerd in labels, maar noemt zichzelf wel spiritueel. Ondanks dat haar christelijke grootouders een actieve rol in haar opvoeding hadden, voelt ze zich ook verbonden met de islam. Ze heeft echter "niet voor de islam gekozen", simpelweg omdat ze "de islam niet als vervanging van het christendom" ziet. "Het voelt eerder alsof beide religies in elkaar overvloeien en samenstromen", zei ze hierover in een interview met de Volkskrant.

## Discografie
- 2021: Bihar El Hawa